# Michael Madden
Michael Allen Madden, detto Mickey (Austin, 13 maggio 1979), è un bassista statunitense, noto per essere stato un membro del gruppo pop-rock Maroon 5. Assieme alla band ha venduto oltre 135 milioni di copie tra singoli e album, ed ha vinto tre Grammy Award, un MTV Video Music Awards, un MTV Europe Music Awards, otto Billboard Music Awards e tre American Music Award.

## Biografia e carriera musicale

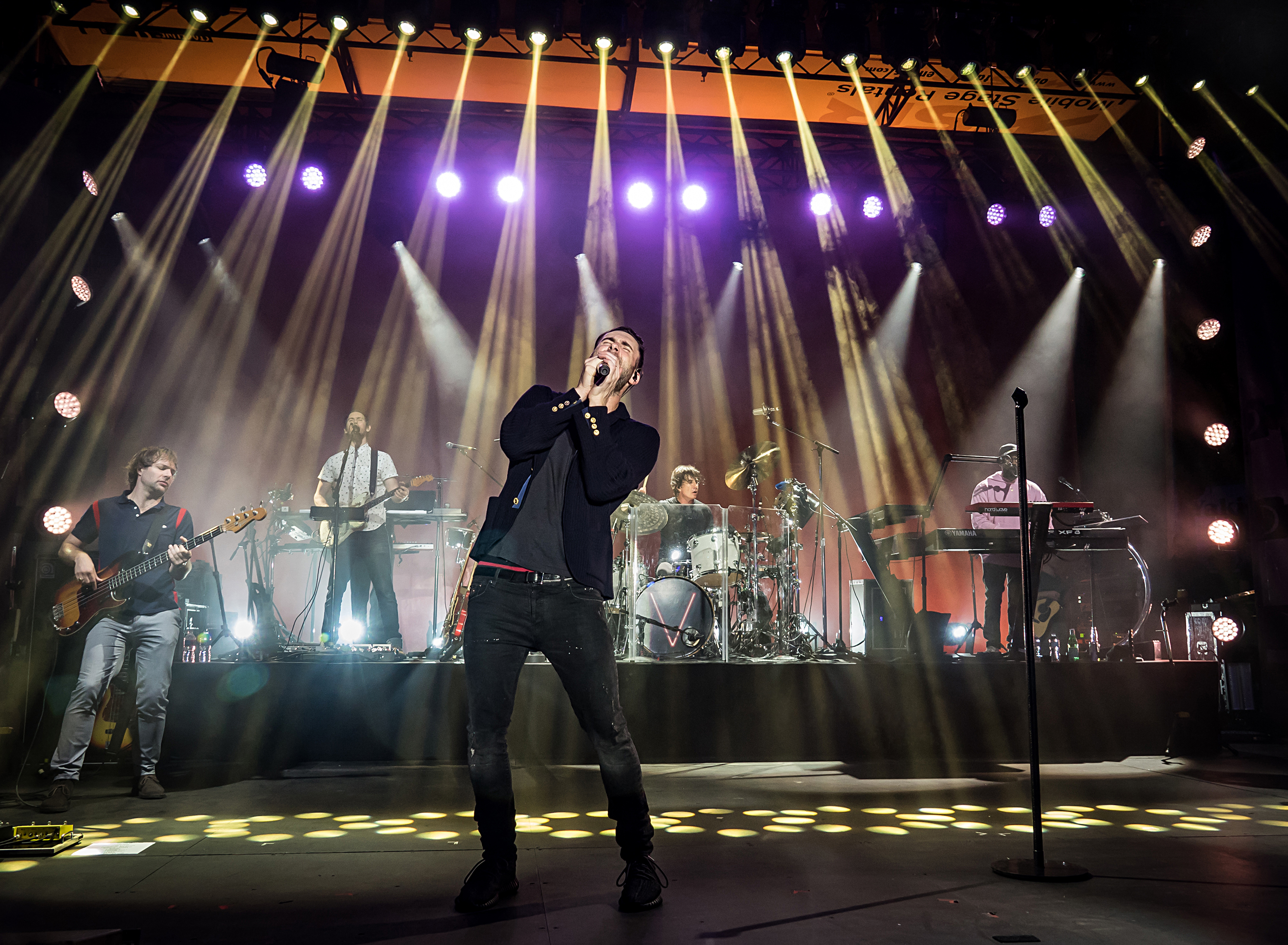
Madden, sulla sinistra, in un concerto dei Maroon 5 del 2017

Mickey Madden, nato ad Austin, in Texas, cominciò a suonare quando frequentava la scuola media presso la Brentwood School, situata a Los Angeles: suonava all'interno di diversi garage con gli amici Jesse Carmichael ed Adam Levine. Assieme ai due amici e il batterista Ryan Dusick fonda il gruppo Kara's Flowers, con i quali intraprende un progetto discografico pubblicando l'album The Fourth World nel 1997.
Il gruppo ottenne scarso successo, tanto che Madden si iscrisse assieme a Dusick presso il college dell'Università della California a Los Angeles. Nel 2000 il produttore Ben Berkman decise di stipulare un contratto alla band sotto la casa discografica Octone Records, dando una nuova formazione al gruppo, introducendo la chitarrista James Valentine, e rinominandoli Maroon 5.
Nel giugno 2002 pubblicando l'album Songs About Jane, promosso dai singoli She Will Be Loved, Sunday Morning e This Love, quest'ultimo riconosciuto con il Grammy Award alla miglior interpretazione vocale di gruppo. La band vince inoltre il Grammy Award al miglior artista esordiente. La band ottiene ampio successo internazionale, con oltre 10 milioni di copie vendute, e numerosi riconoscimenti, tra cui un MTV Video Music Awards, un MTV Europe Music Awards, due Billboard Music Awards e il World Music Award come migliori artisti esordienti.
Nel 2007 viene rilasciato il singolo Makes Me Wonder che anticipa l'album It Won't Be Soon Before Long, primo della band ad esordire alla prima posizione della classifica di vendite statunitense e britannica. Il singolo fa ottenere al gruppo il terzo Grammy come miglior interpretazione vocale di gruppo. Nel settembre 2010 esce il terzo album, Hands All Over, anticipato dal singolo Misery. Dall'album viene estratto il singolo Moves like Jagger, con Christina Aguilera, che esordisce alla prima posizione dalla Billboard Hot 100, con oltre 14 milioni di copie vendute in tutto il mondo.
Il quarto album, Overexposed, viene pubblicato nel 2012, sostenuto dai singoli Payphone, One More Night e  Daylight, ottenendo ampio successo commerciale, con oltre 20 milioni di singoli venduti complessivamente nel corso dell'anno. Nel corso del 2014 vengono pubblicati i singoli Animals e Maps, che precedono l'uscita del quinto album in studio V, secondo progetto ad esordire alla prima posizione della Billboard 200. Nel 2015 viene pubblicato il terzo estratto Sugar, che ottiene ampio successo con oltre 8 milioni di copie vendute globalmente.
Nel 2017 viene pubblicato il sesto album, Red Pill Blues, anticipato dalle collaborazioni What Lovers Do con SZA e Girls like You con Cardi B. A seguito della morte dal manager Jordan Feldstein, nel 2019 viene pubblicato il singolo Memories, ultimo brano a cui prende parte Madden, che abbandona il gruppo a seguito dell'arresto per violenze domestiche avvenuto nel giugno 2020.

## Vita personale
È stato un convinto vegano per diversi anni, e sostiene Farm Sanctuary, un'organizzazione che si occupa di questioni riguardanti la protezione degli animali.

## Problemi giudiziari
Nel 2015 Madden viene arrestato con l'accusa di possesso e spaccio di droga, dopo aver fornito cocaina a James Gubelmann, l'ex fidanzato di Ivanka Trump, fuori da un bar a Manhattan. Madden ha accettato un giorno di servizio comunitario in un patteggiamento.
A fine giugno 2020 Madden viene arrestato per violenze domestiche. Nei giorni successivi il musicista dichiara a People di aver deciso di lasciare il gruppo.

## Stile ed influenze musicali

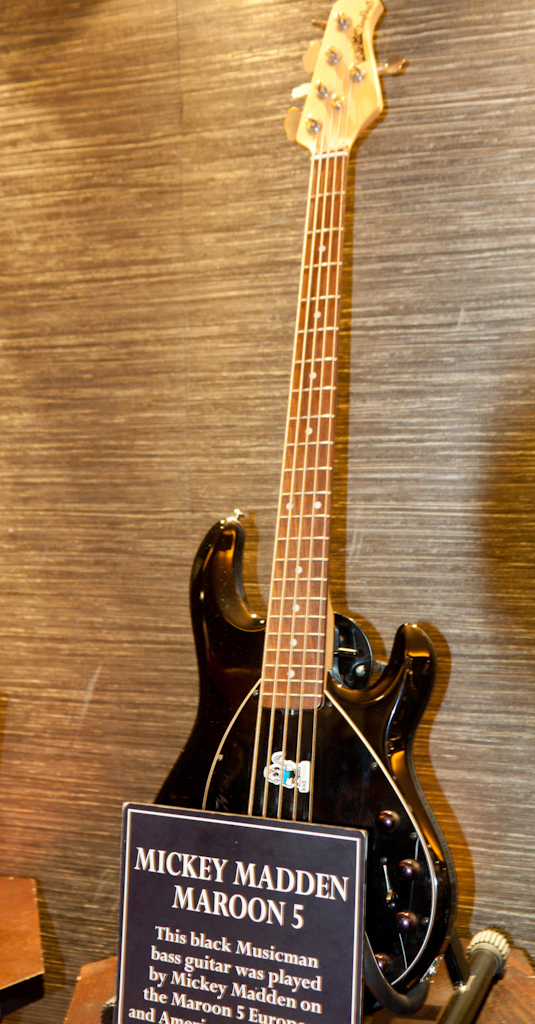
Il basso elettrico di Madden all'Hard Rock Cafe di Londra

Tra gli artisti che hanno influenzato maggiormente Madden, è possibile annoverare Pearl Jam e Nirvana.

## Discografia

### Come membro dei  Kara's Flowers
- The Fourth World

### Come membro dei Maroon 5
- Songs About Jane
- It Won't Be Soon Before Long
- Hands All Over
- Overexposed
- V
- Red Pill Blues